# Cukor

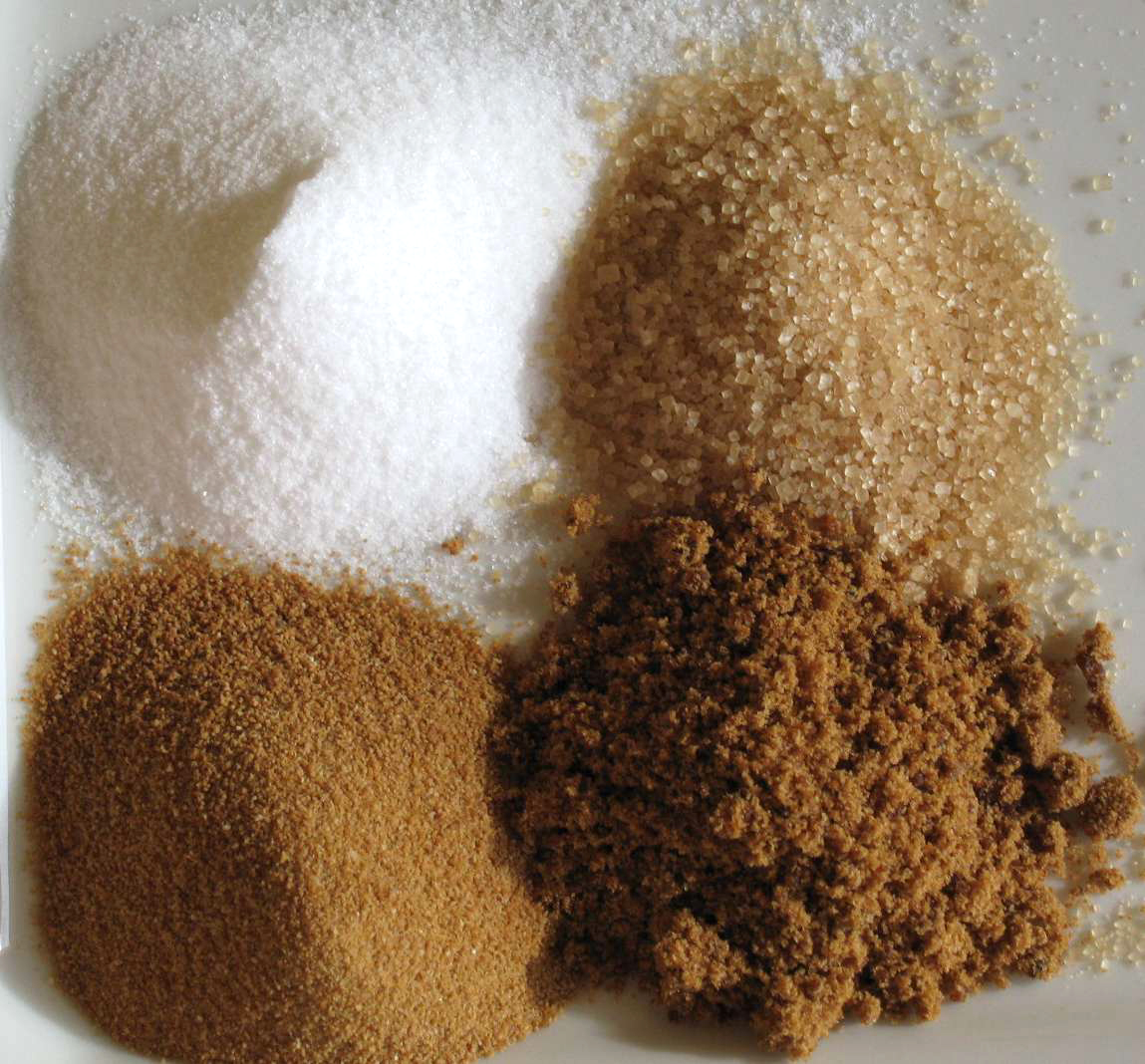
Különféle cukrok: Felül Finomított fehér, finomítatlan. Alul barna, feldolgozatlan nád.

Cukor alatt a köznyelvben többnyire a kémiában mono- és diszacharidnak nevezett szénhidrátok édes ízű kristályait (kristálycukor), porát (porcukor) vagy oldatát (cukoroldat) értjük.
Étkezési cukorként (szacharóz) a cukorrépából előállított répacukrot vagy a cukornádból előállított nádcukrot ismerhetjük. Ezekből több termék készül, például a kristálycukor, porcukor, kockacukor, illetve különböző édességek tartalmazhatják. Európában a répacukor előállítása a legolcsóbb, ezért ez a legelterjedtebb. Melegebb éghajlatú területeken a nádcukor az elterjedt, illetve ismert még a juharcukor, amit északi országokban a juharfa nedvéből nyernek. Kémiailag mindhárom cukorfajta teljesen egyforma, csupán a kiindulási növényekből a gyártás során megmaradó más anyagok okozzák a különbségeket.
Ezenkívül megemlítendőek még a különböző gyümölcscukrok (fruktóz), amelyeket a gyümölcsökből vonnak ki, valamint a tejcukor (laktóz), amelyet gyermektápszerek készítésére használnak és tejből állítanak elő.
A finomított cukrot, amelyet ma minden háztartásban megtalálunk, száz-százötven évvel ezelőtt még csak a gazdagabb családok használták, még régebben csak a királyok asztalán lehetett megtalálni. A szegényebbek a mézet használták az ételek édesítésére.
Az Egészségügyi Világszervezet ajánlása napi 6 teáskanálnyi hozzáadott cukor fejenként. A cukorfogyasztásból származó energiabevitel arányát a napi energiabevitel 10 százaléka alatt javasolja a WHO, ám a szervezet ajánlása szerint a cukorfogyasztásból származó kevesebb, mint 5 százaléknyi energiabevitel, illetve a lehető legkevesebb mennyiségű cukor elfogyasztása segíthet bizonyos egészségügyi kockázatok csökkentésében.

## Története
A szilárd cukor felfedezését a 4-7. század közötti időszakra teszik.
Ez idő tájt Indiában háromféle cukrot készítettek:
- vörös vagy nyerscukrot
- kristályos cukrot vagy cukorlisztet
- kemény cukorkristályokat

A cukorgyártáshoz a cukornád sűrűre befőzött levét, a nádmézet használták. Mivel ez olcsóbb volt, mint a méz, lassanként visszaszorította a méz használatát. A nádmézből cukorkristályok váltak ki, ha beszáradt. Később ezeket a kristályokat tudatosan állították elő, így keletkezett a cukorgyártás. 

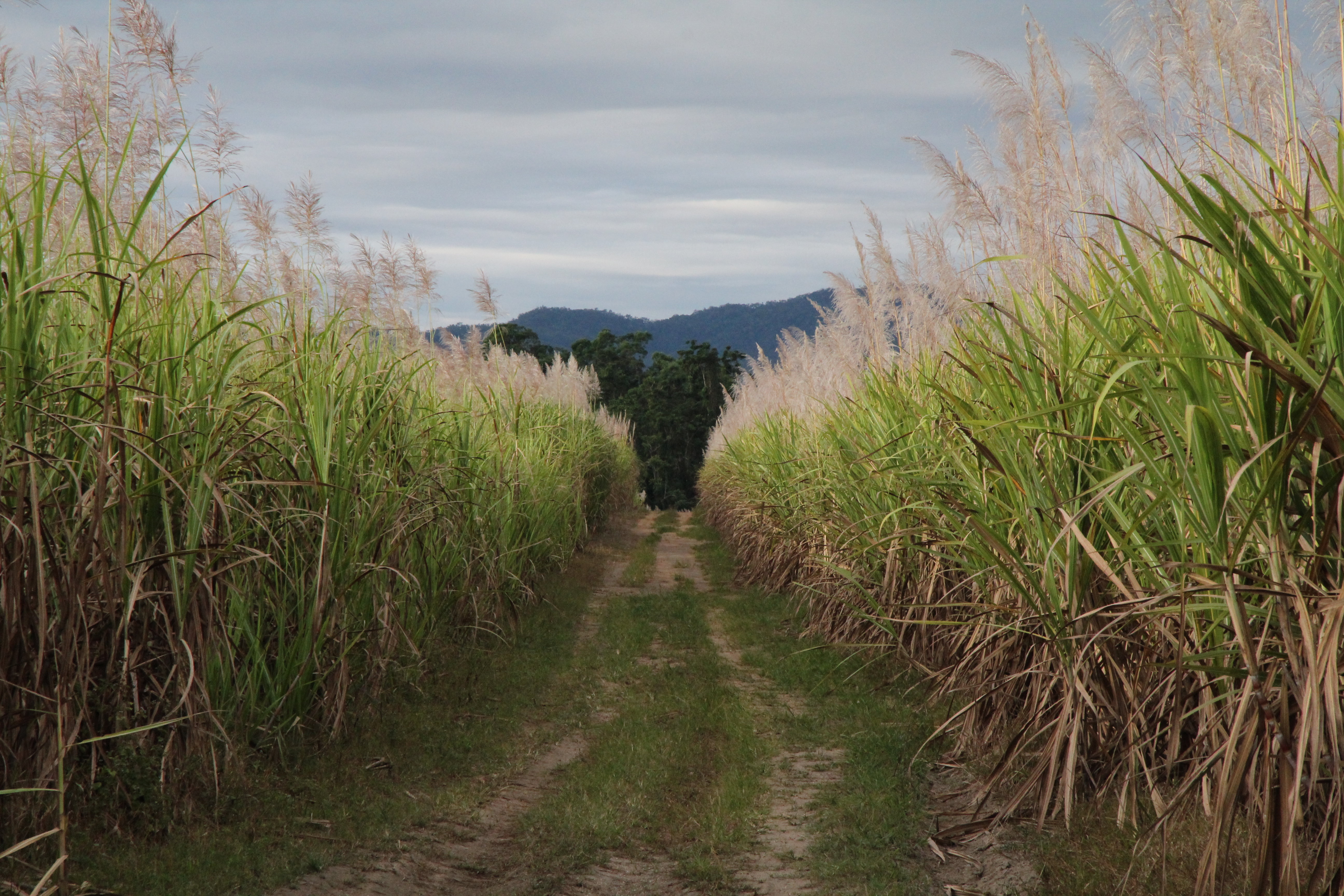
Cukornád ültetvény

Indiából a cukornád és a cukor ismerete csak lassan terjedt nyugat felé. Legközelebbi adatokat a cukornádról a 6. században találunk a perzsáknál, akik révén az arabok is megismerkedtek a cukornáddal és a cukorral. Eleinte az uralkodók, a kalifák kedvelt luxuscikke volt. Lassanként egyes városok gyárvárosokká váltak, ahonnan a készített cukrot messze vidékre is elszállították. Amikor az arabok hatalmukat Egyiptom felé is kiterjesztették, a cukor elterjedését is előmozdították. Egyiptom a cukornád meghonosítása után a leghíresebb cukortermelő országok egyikévé lett. Nagyot léptek előre a cukorfinomítás terén, olyannyira, hogy Indiában még ma is az ő finomítási eljárásukat használják. Ugyancsak az arabok Szicíliában, majd Spanyolországban is meghonosították a cukrot. Spanyolországban 1150-ben 29 000 hektár föld volt cukornáddal beültetve és Motril városában (Granadában) 14 cukorgyár volt.
A nádméz ismeretét Európa többi részén a keresztes hadjáratok terjesztették el, és Velence hozta forgalomba. Az első cukorszállítmány 996-ban érkezett Szíriából és Egyiptomból Velencébe; miután pedig Ciprus szigete is a keresztények birtokába jutott, a cukortermesztés virágzásnak indult. 

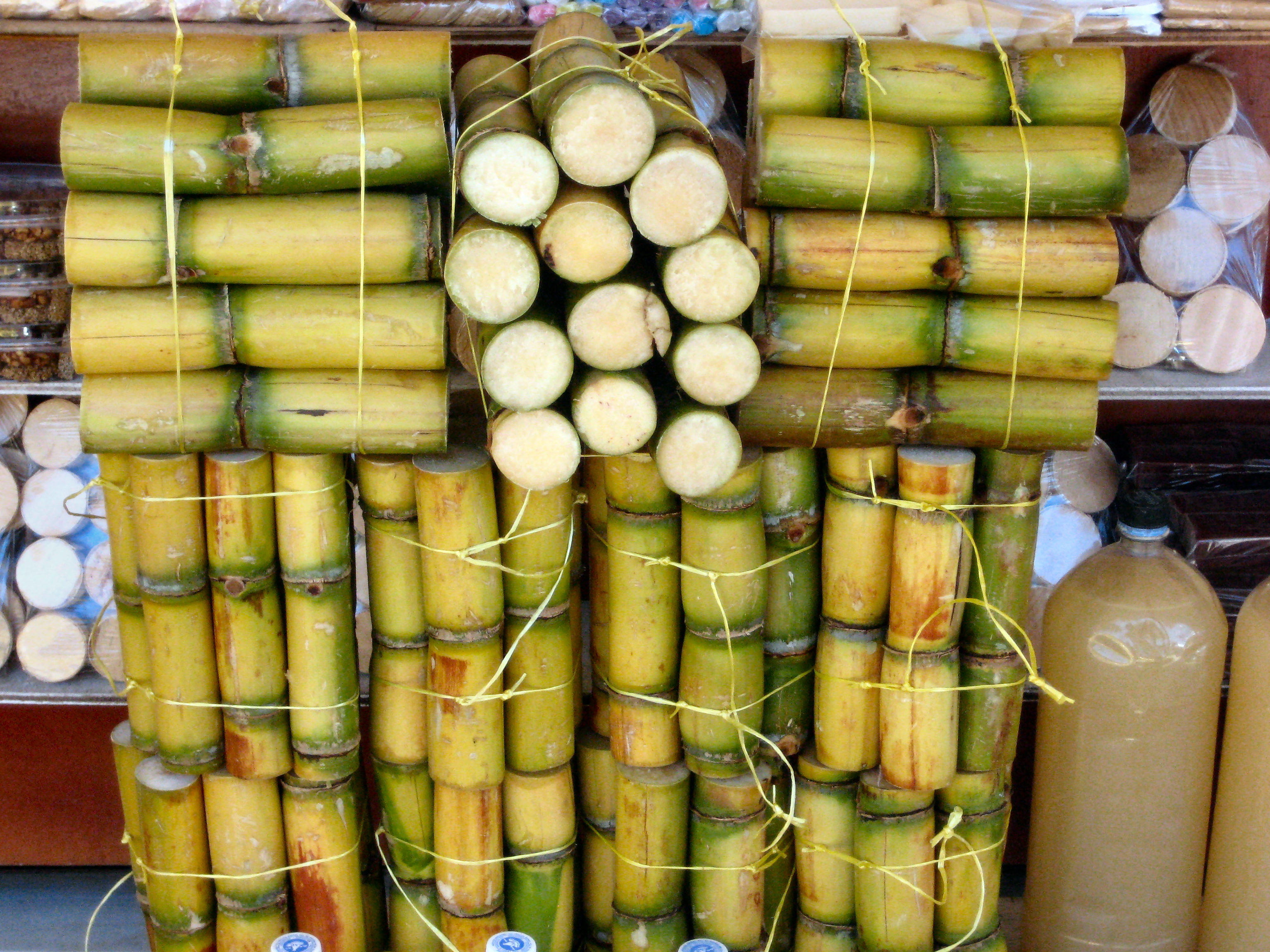
Feldarabolt cukornád

Angliába az első hajórakomány cukor 1319-ben érkezett. A németekhez is eljutott Velencéből, a szárazföldi kereskedelmi útvonalakon keresztül. A 14.–15. században már a jobb módú polgári családokban is használták, részint gyógyszerként, részint pedig ételek készítésénél. A fő cukortermelő ekkoriban Spanyolország volt. Az ország cukortermelése a 15. század elején évente többet tett ki mint 100 ezer tonna.
Magyarországon 1419-ben találjuk az első feljegyzést a cukorról, Zsigmond király udvarában. Amikor Mátyás király 1476-ban Beatrixszal házasságra lépett, „az asztalt aranyozott cukorból készült fa, melyen angyalok és mókusok voltak, díszítette, fákkal, cserjékkel és éneklő madarakkal ékesített, tisztán cukorból készült kerttel”.
Amerika felfedezésével az Újvilág hatalmas versenytársa lett az Óvilágnak. Kolumbusz Kristóf már 1492-ben átültette a cukornádat Santo-Domingóba, amely csakhamar Európa fő szállítójává vált. Mexikóba már Cortés idejében, míg Brazíliába a 16. század elején került a cukornád. A 19. század végén Kuba, Manila, Jáva, Brazília termelte a legtöbb cukornádat. Európában – Spanyolországot kivéve – már nem termesztenek cukornádat. A 16. században Európában cukorfinomítók létesültek a gyarmatokról érkező cukor finomítására (Hamburgban, Magdeburgban, Drezdában, Párizsban, Marseille-ben, Le Havre-ban stb.).

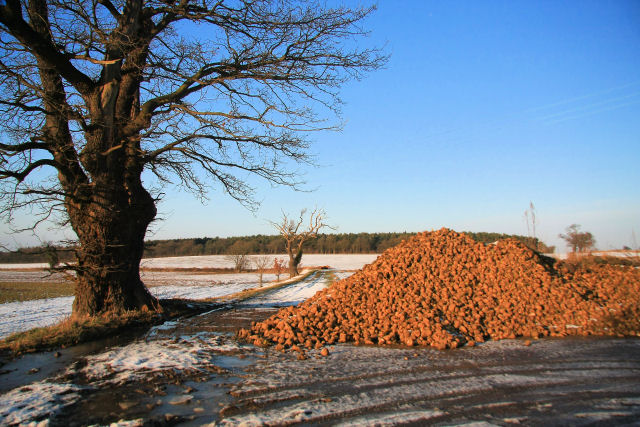
Betakarított cukorrépa

A cukrot megismervén, európai növények nedvében is keresni kezdték. A 19. század elején elterjedt répacukorgyártás lényegesen megváltoztatta az egész cukoripart. Marggraf híres német kémikus (1709-1782) volt az első, aki a répában cukrot talált (1747) és ajánlotta a gazdáknak a répatermesztést cukorgyártás céljából. Az első répacukorgyárat III. Frigyes Vilmos porosz király támogatásával Franz Carl Achard (1753-1821) állította fel. 1801-ben Kunernben Alsó-Sziléziában, 1802-ben Csehországban épült az első cukorgyár. Napóleon 1811-ben 32 000 hektár szántóföldet és egymillió frankot ajánlott fel az alapítandó cukorgyárak segélyezésére. A répából ez idő tájt csak 2-3% cukrot tudtak előállítani, ami miatt az első gyárak beszüntették működésüket. A napóleoni szárazföldi zár alatt (1806-1814) – mely a gyarmatokban termesztett cukrot majdnem teljesen kiszorította az európai piacról – a répacukor-gyárak új életre keltek. Gyárak létesültek Francia-, Német- és Oroszországban. A szárazföldi zár megszűntével a legtöbb gyár is bezárta kapuit, csak Franciaországban – ahol a gyártásban több fontos újítást vezettek be – tudott több gyár tovább is működni, úgyhogy ott 1835-ben már 33 millió kg cukrot gyártottak egy évben. Franciaországból a cukorgyártás lassan átterjedt Németországba (különösen Sziléziába és Szászországba), utána pedig Csehországba, Magyarországba, Belgiumba és a többi európai államba.
A 19. századi Magyarországon a cukor még nem volt általánosan elterjedt fogyasztási cikk. Az 1890-es években az egy főre eső cukorfogyasztás alig harmada a fejlettebb nyugat-európai államokénak. A legnagyobb cukorrépa termelő vidékek Trencsén, Nyitra, Pozsony, Bars, Sopron és Moson megyékben voltak. A hazai cukortermelő gyárak két kartellbe tömörültek, aszerint, hogy tevékenységük zöme a nyerscukor vagy a finomított cukor előállítására irányult-e. Az inkább nyerscukorra szakosodott gyárak ebben az időszakban az ácsi, diószegi, hatvani, kaposvári, marosvásárhelyi, nagyszombati, nagytapolcsányi, oroszkai, és selypi voltak. A nagysurányi, botfalusi, szerencsi és mezőhegyesi gyárak inkább finomítványt állítottak elő.
A 21. században a világ első három legnagyobb cukortermelője Brazília, India és Kína. A világ cukortermelése 179 millió tonna évente.

## Cukorfajták és felhasználásuk
- Monoszacharidok
- Diszacharidok

Fehér cukor

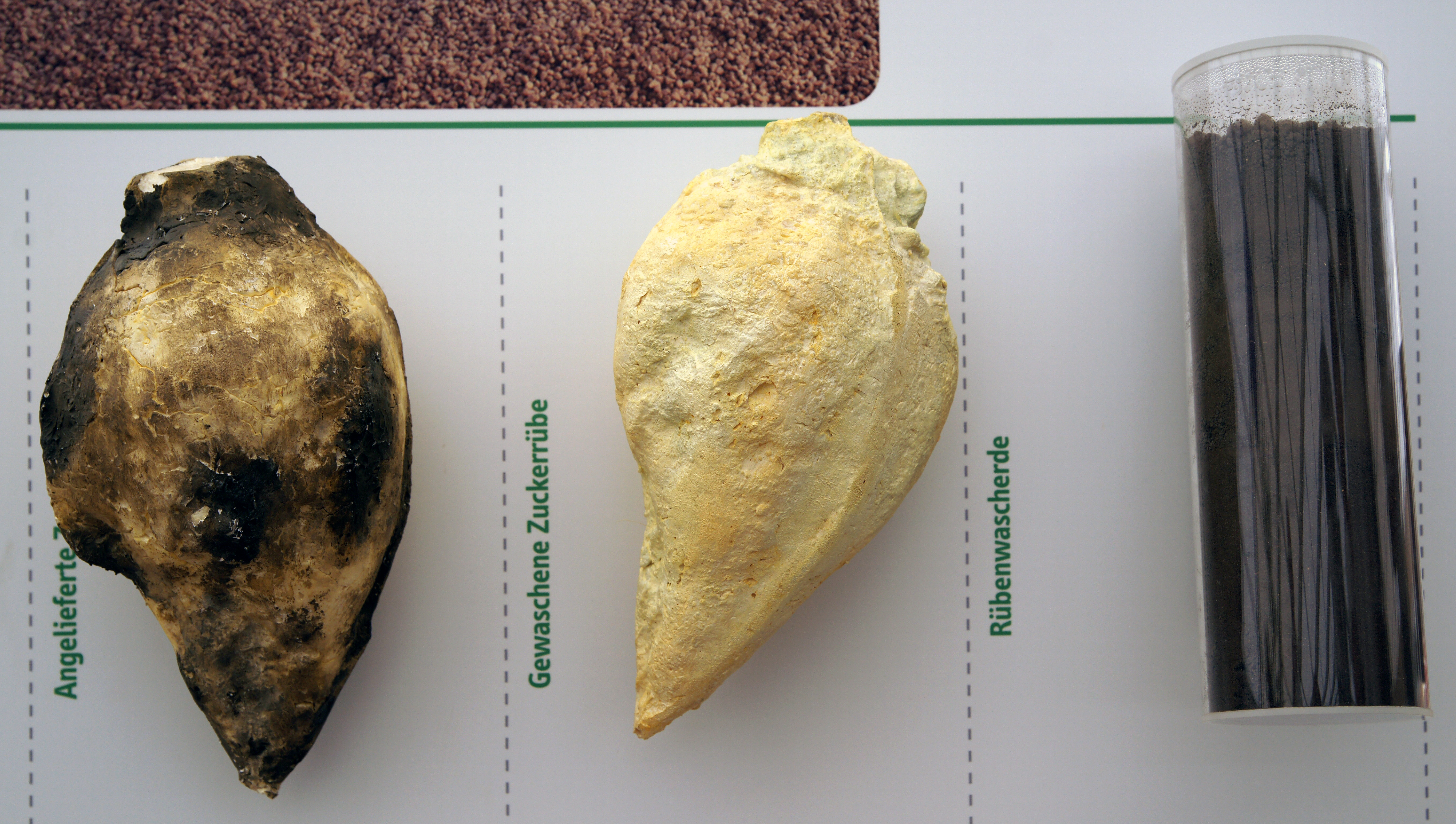
Tisztítatlan és tisztított cukorrépa, mellette a lemosott föld

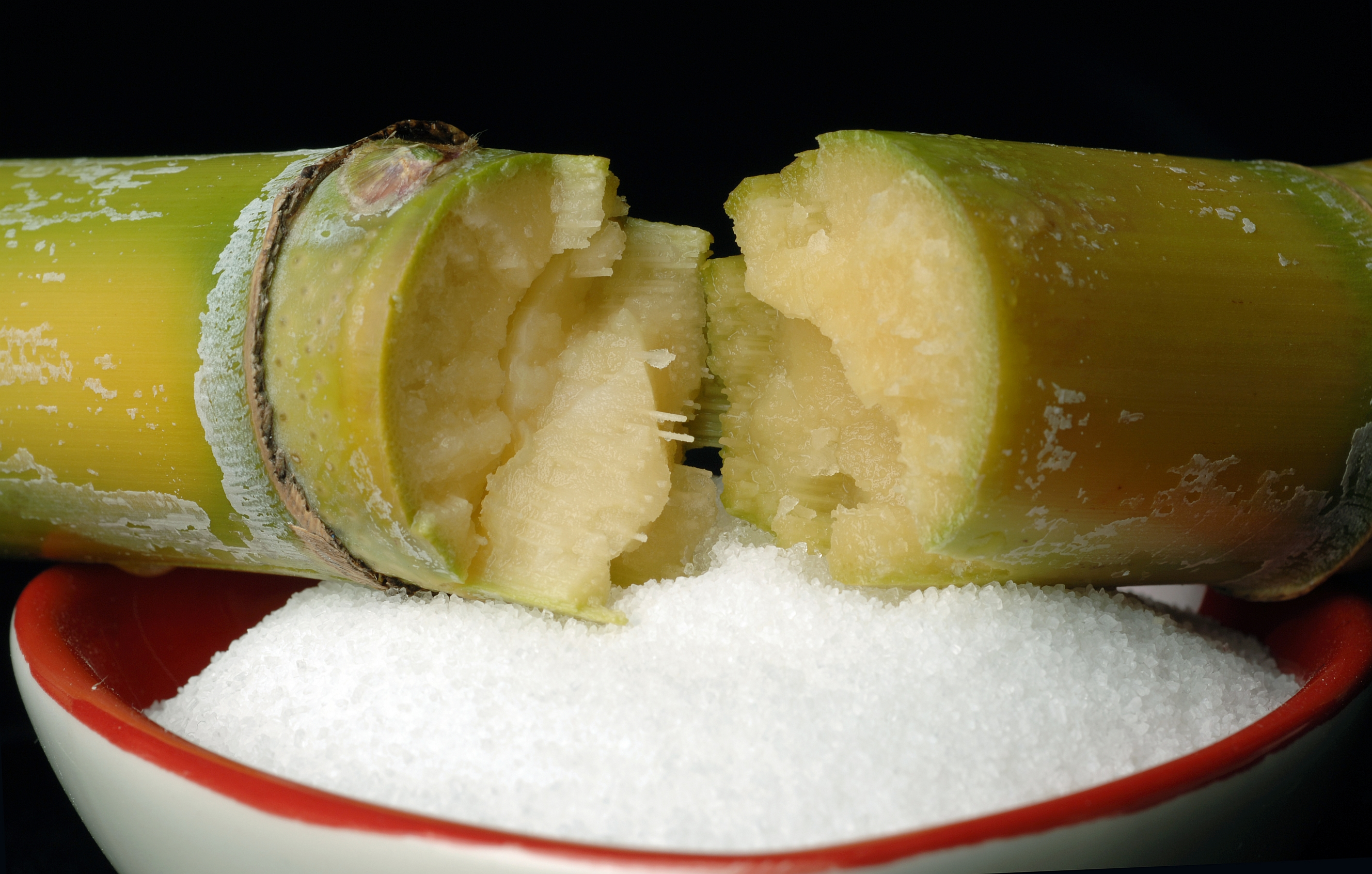
Cukornád és finomított nádcukor

Más elnevezései: asztali cukor, finomított cukor, répacukor. A finomított cukrot a répa levéből nyerik. Amint kivonták a cukorrépából, nagyon komoly eljárásokon megy keresztül, míg fehér, kristályos anyag nem lesz belőle. Fajtái: kristálycukor, kockacukor, porcukor.
Barna cukor
A barna cukor olyan cukortermék, amelynek a jellegzetes barna színét a melasztól kapja. A melasz vagy a cukorgyártás során marad benne vagy pedig utólag keverik hozzá a már kész fehér kristálycukorhoz. Készülhet szárítással vagy anélkül; a szárítás nélküli barna cukor hivatalos neve lágy barnacukor.
Nyers cukor (nádcukor)
Finomítatlan termék, melynek előállításánál a cél az, hogy megőrizzék a nádcukor eredeti melasztartalmát. Ez a fő különbség, ami a nádcukornak különös aromát és jellegzetes színt biztosít.
Szőlőcukor (krumplicukor)
Egyszerű cukor, glükóz, amelyet például a burgonyában megtalálható keményítő lebontásával lehet előállítani. Ezt a folyamatot ipari méretekben rendszerint a keményítő híg savas hidrolízisével, nyomás alatt történő főzésével érik el. Az így nyert oldat bepárlásával kapják a lehűtés után a kristályosan megdermedt terméket. A szőlőcukrot a sejtek közvetlenül tudják energiaforrásként felhasználni. Édességekben is megtalálható, főleg energiaszeletek édesítésére használják.
Gyümölcscukor (fruktóz)
A legédesebb cukorféleség, nagy mennyiségben található a gyümölcsök nedvében és a mézben. Nád- vagy répacukor elbontásával állítják elő. Cukorkák, szörpök, gyümölcskonzervek, gyógyszerek édesítésére használják.
Xilit
Egy cukoralkohol, amit édesítőszernek használnak. Felfedezhető a zöldségekben, gyümölcsökben, sőt maga az emberi test is termeli. Nyírfacukor néven is ismert, ami egy magyar fantázianév a xilitre, és arra utal, hogy a xilitet először nyírfából vonták ki, neve ellenére azonban a gyakorlatban ez is kukoricarostból készül.

## Fogyasztás
A világ éves cukorfogyasztása napjainkban (2015) mintegy 180 millió tonna. Magyarország cukorfogyasztása évente 375-400 ezer tonna.

## Hatása az egészségre
A napi ajánlott bevitelnél több cukor fogyasztása az elhízás és a fogszuvasodás egyik fő okozója. Az Egészségügyi Világszervezet ajánlása szerint a csökkentett kalóriabevitel és a kevesebb cukorbevitel hozzájárulhat a testsúly csökkenéséhez, valamint csökkentheti a túlsúly miatt kialakuló, vagy annak hatására súlyosbodó egészségügyi elváltozások kockázatát. A WHO álláspontja szerint az élelmiszeripari szabályok szigorításával és többek között az ételek, üdítők cukortartalmának csökkentésével elősegíthető az emberek helyes táplálkozása.
A fizikai mellett a mentális egészségre gyakorolt hatása is számos tudományág kutatási területe. Az evolúció során kialakult édes ételek iránti vágy DNS-szintű kódoltsága azzal magyarázható többek között,  hogy a szénhidrát az ősidőktől kezdve a legalapvetőbb tápanyaga az emberiségnek. Az anyatej legfőbb komponense is a szénhidrát és a laktóz. Az édes íz így összekapcsolódik a tudatban a melegség, a gondoskodás, a szeretet élményével és érzésével. Az édesség a túlélés íze.

## Kémiai tulajdonságai
A cukor kémcsőben történő hevítésekor barnul, a kémcsőből pedig kellemes illatú gázok távoznak. A folyamat fő terméke a karamell.
A répacukor egyszerűen lángba tartva nem gyullad meg, hamuban megforgatva azonban elégethető. Ilyenkor szén-dioxid gáz és vízgőz keletkezik. A termékek színtelenek és szagtalanok.
A cukor két jellemző kémiai tulajdonsága, hogy hevítés hatására karamellé alakul, hamuban megforgatva pedig meggyullad.
A cukor olvadáspontja körülbelül 186°C.

## Cukortermelés
A világ cukortermelése évente 170-180 millió tonna. Magyarországon a cukortermelés éves szinten mintegy 125 ezer tonna.
| No. | Ország       | Termelés (millió t) |
| --- | ------------ | ------------------- |
| 01  | Brazília     | 37,1                |
| 02  | India        | 25,5                |
| 03  | Thaiföld     | 10,1                |
| 04  | Kína         | 8,2                 |
| 05  | USA          | 7,9                 |
| 06  | Mexikó       | 6,5                 |
| 07  | Pakisztán    | 5,4                 |
| 08  | Oroszország  | 5,3                 |
| 09  | Ausztrália   | 5,0                 |
| 0–  | Európai Unió | 16,5                |
| 0–  | Világ        | 176,9               |